# Gafarró d'Aràbia
El gafarró d'Aràbia (Crithagra rothschildi) és un ocell de la família dels fringíl·lids (Fringillidae).

## Hàbitat i distribució
Habita zones arbustives i horts, a les muntanyes des de l'oest d'Aràbia Saudí, cap al sud fins Iemen.